# Table des caractères Unicode/U1760
Cette page contient des caractères spéciaux ou non latins. S’ils s’affichent mal (▯, ?, etc.), consultez la page d’aide Unicode.
Table des caractères Unicode U+1760 à U+177F.

## Tagbanoua (ou tagbanwa)(Unicode 3.2)
Voyelles indépendantes, consonnes et signes voyelles de l’alphasyllabaire tagbanoua (ou tagbanwa) utilisée aux Philippines.
Les caractères U+1772 et U+1773 sont des signes diacritiques, qui se combinent avec la lettre qu’ils suivent ; ils sont combinés ici avec la lettre tagbanoua ka « ᝣ » (U+1763) à des fins de lisibilité.
S'y ajoutent les deux caractères U+1734 et U+1735 qui sont des signes de ponctuation unifiés dans les différentes écritures philippines basées sur un alphasyllabaire brahmanique (ils ne sont pas réencodés ici) : tagal (ou tagalog, baybayin, alibata), hanounóo, bouhide et tagbanoua (ou tagbanwa) ; ils sont utilisés soit comme des virgules (ou séparateurs de vers en poésie) pour le premier, comme un point de fin de phrase ou terminateur de paragraphe (ou de strophe en poésie) pour le second, et donc non encodés à nouveau dans ces autres écritures. Leur présentation peut être oblique (assez souvent aujourd'hui, mais on les trouve remplacés par des barres obliques « / » ou « // », comme dans certaines romanisations simples de ces quatre écritures) ou verticales (comme les dandas brahmiques, notamment dans les transcriptions anciennes) selon les styles de texte.

### Table des caractères
| en fr  | 0 | 1 | 2 | 3 | 4 | 5 | 6 | 7 | 8 | 9 | A | B | C | D | E | F |
| ------ | - | - | - | - | - | - | - | - | - | - | - | - | - | - | - | - |
| U+1760 | ᝠ | ᝡ | ᝢ | ᝣ | ᝤ | ᝥ | ᝦ | ᝧ | ᝨ | ᝩ | ᝪ | ᝫ | ᝬ |   | ᝮ | ᝯ |
| U+1770 | ᝰ |   | ᝣᝲ | ᝣᝳ |   |   |   |   |   |   |   |   |   |   |   |   |